# Pompignan (Tarn i Garonna)
Pompignan – miejscowość i gmina we Francji, w regionie Oksytania, w departamencie Tarn i Garonna.
Według danych na rok 1990 gminę zamieszkiwały 864 osoby, a gęstość zaludnienia wynosiła 71 osób/km² (wśród 3020 gmin regionu Midi-Pireneje Pompignan plasuje się na 388. miejscu pod względem liczby ludności, natomiast pod względem powierzchni na miejscu 940.).

## Zabytki.

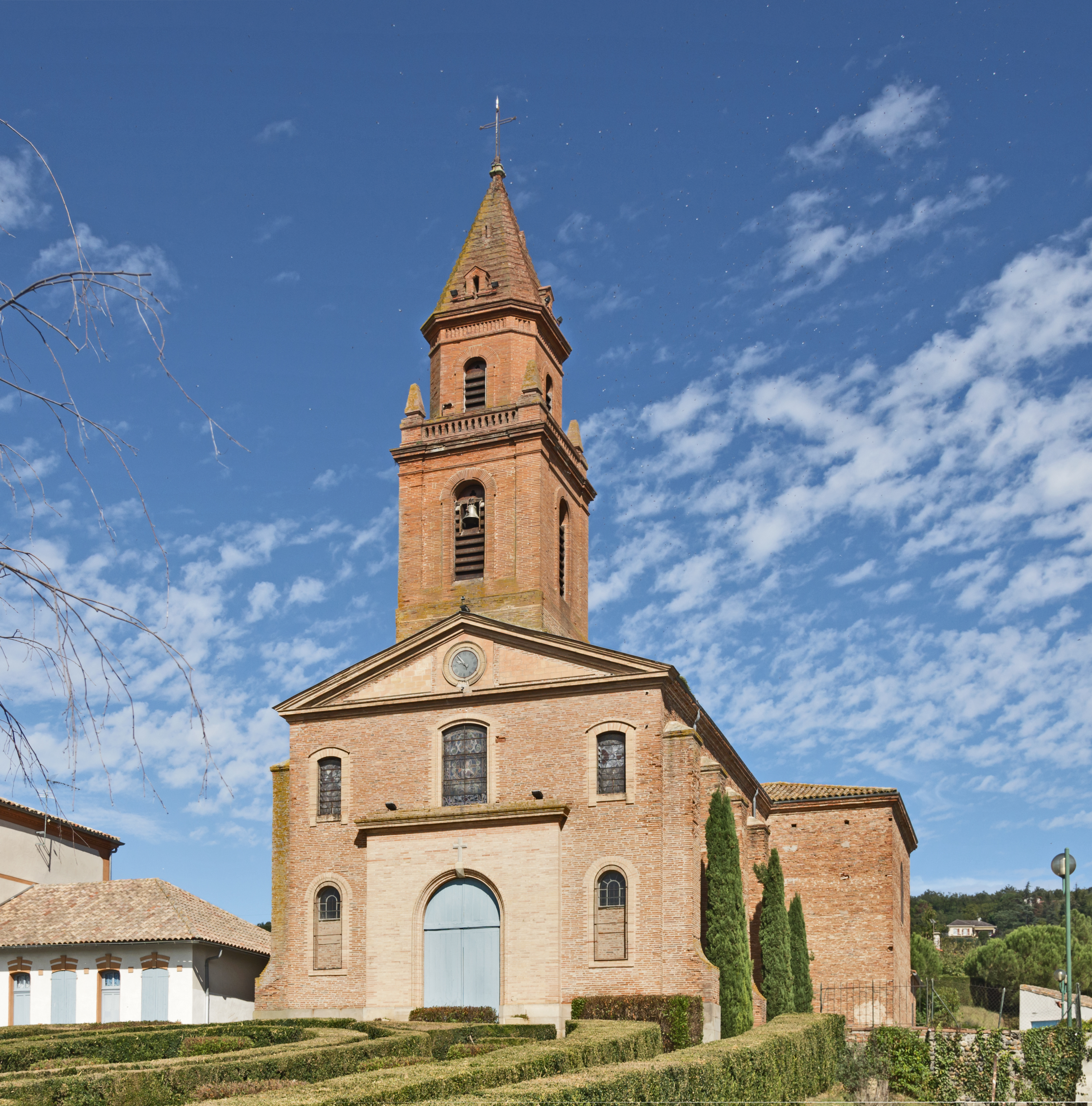
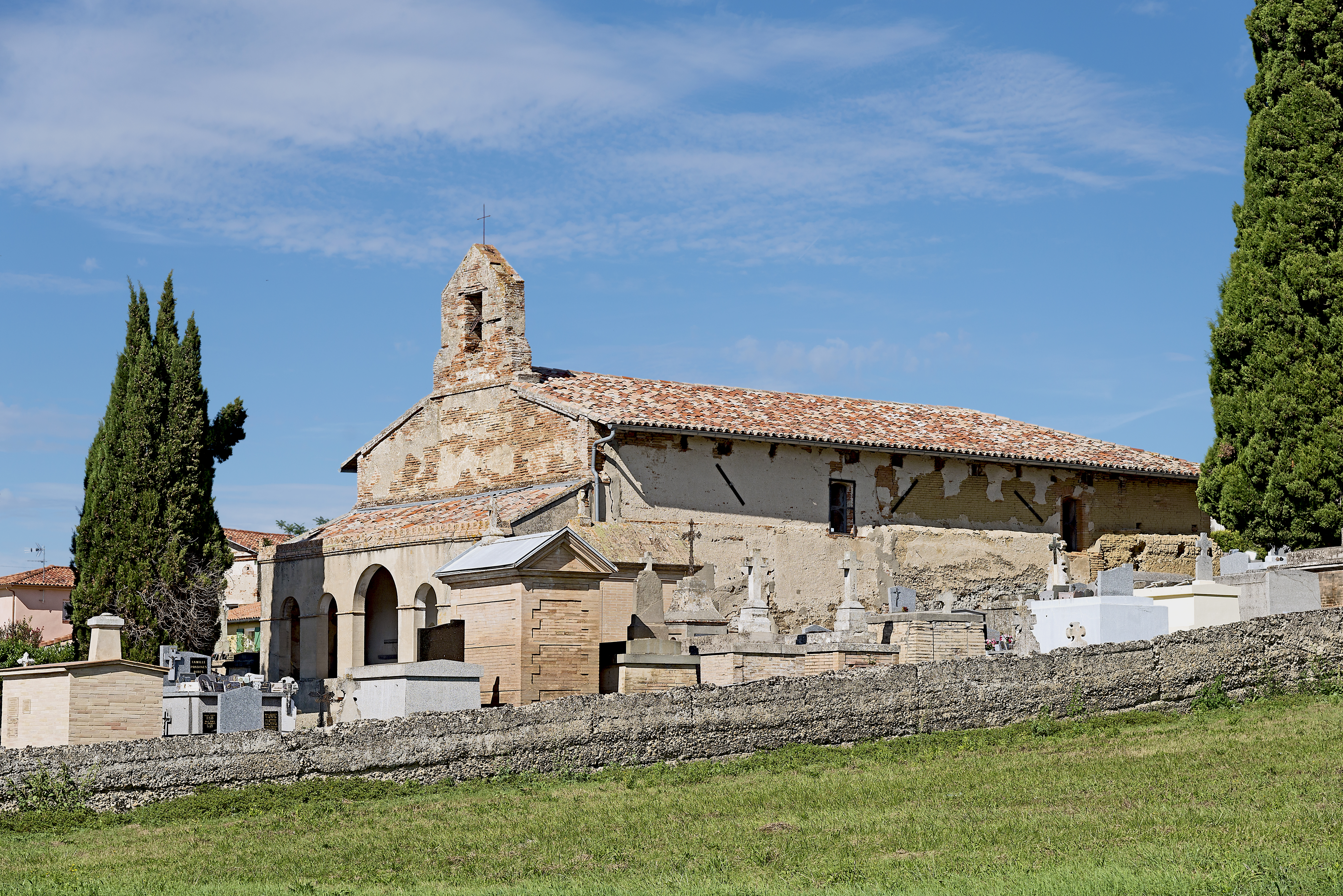
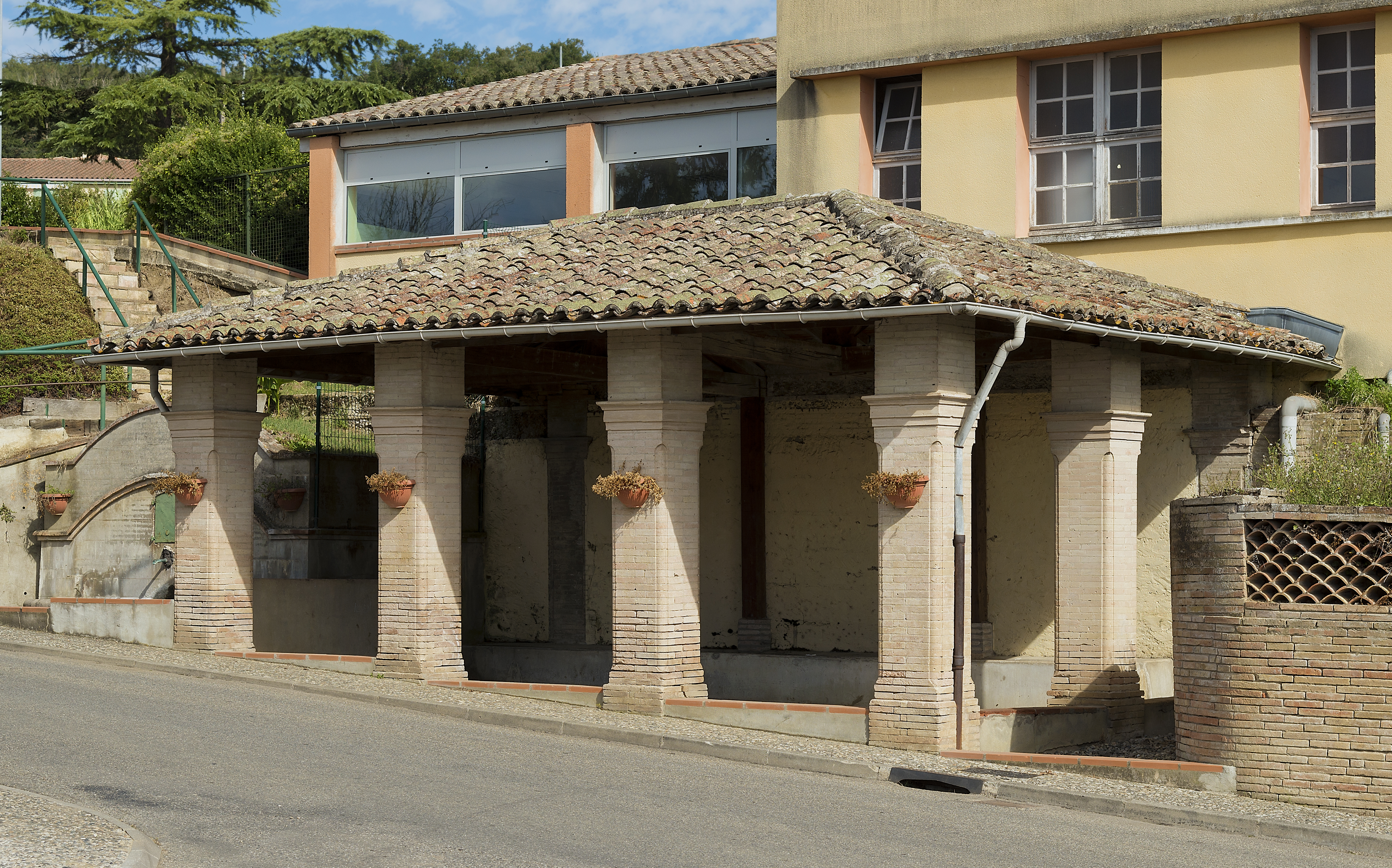